# Atolón Palmyra
El Atolón Palmyra (en inglés: Palmyra Atoll) es un atolón casi deshabitado de 3,9 km² de superficie emergida en la parte central del océano Pacífico. Está bajo la administración de los Estados Unidos.

## Historia
El primer avistamiento conocido de Palmyra se produjo en 1798 a bordo del barco estadounidense Betsy, en un viaje a Asia, según las memorias del capitán Edmund Fanning de Stonington, Connecticut. Fanning escribió que se había despertado tres veces durante la noche anterior, y después de la tercera vez lo tomó como una premonición, ordenando a Betsy que se levantara para el resto de la noche. 
A la mañana siguiente, Betsy reanudó la navegación, pero solo una milla náutica más adelante, creyó que había visto el arrecife conocido más tarde como la Isla de Palmyra. Si el barco hubiera seguido su curso por la noche, podría haber naufragado. 
La afirmación del capitán Fanning de haber descubierto el mismo Palmyra ha sido cuestionada, ya que sólo había llegado al arrecife Kingman a 34 millas (55 kilómetros) de distancia y no podría haber visto el Palmyra desde esa distancia.
En la página 3, el periódico de Baltimore The Telegraphe and Daily Advertiser del 29 de julio de 1803, parece citar directamente del diario de Fanning: "Supusimos que vimos tierra desde la punta del mástil hacia el sur del cardumen (Kingman Reef) pero era tan nebuloso que no estábamos seguros." Esto estaría en conflicto con el libro de Fanning de 1833.
El 7 de noviembre de 1802, el barco Palmyra, a las órdenes del capitán Cornelius Sowle, naufragó en el arrecife, que tomó el nombre de la nave. A falta de un barco navegable que atravesara el arrecife desde el mar, nunca había sido habitado. No se han encontrado en Palmyra maras, artefactos de basalto o evidencia de asentamientos nativos polinesios, micronesios u otros preeuropeos antes de 1802.

### Anexión por el Reino de Hawái
El 26 de febrero de 1862, el rey Kamehameha IV de Hawái encargó al capitán Zenas Bent y a Johnson Beswick Wilkinson, ambos ciudadanos hawaianos, que tomaran posesión del atolón. El 15 de abril de 1862, fue formalmente anexado al Reino de Hawái, mientras que Bent y Wilkinson se convirtieron en copropietarios.
Durante el siguiente siglo, la propiedad pasó por varias manos. Bent vendió sus derechos a Wilkinson el 25 de diciembre de 1862. Palmyra pasó más tarde a Kalama Wilkinson (la viuda de Johnson). En 1885 se dividió entre sus cuatro herederos, dos de los cuales vendieron sus derechos a William Luther Wilcox quien, a su vez, los vendió a la Pacific Navigation Company. 
En 1897, esta compañía fue liquidada y sus intereses fueron vendidos primero a William Ansel Kinney y luego a Fred Wundenberg, todos de Honolulu. El 12 de junio de 1911, la viuda de Wundenberg vendió sus dos tercios de interés indiviso en Palmyra como inquilino en común al juez Henry Ernest Cooper (1857-1929).
Otro heredero de Wilkinson dejó su parte a su hijo William Ringer, Sr., quien también compró la parte de su tío abuelo, dándole a Ringer un tercio de la parte indivisa como inquilino en común.
Mientras tanto, en 1889, el comandante Nichols del HMS Cormorant reclamó Palmyra para el Reino Unido, desconociendo la reclamación anterior hecha por el Reino de Hawái.

### Anexión estadounidense

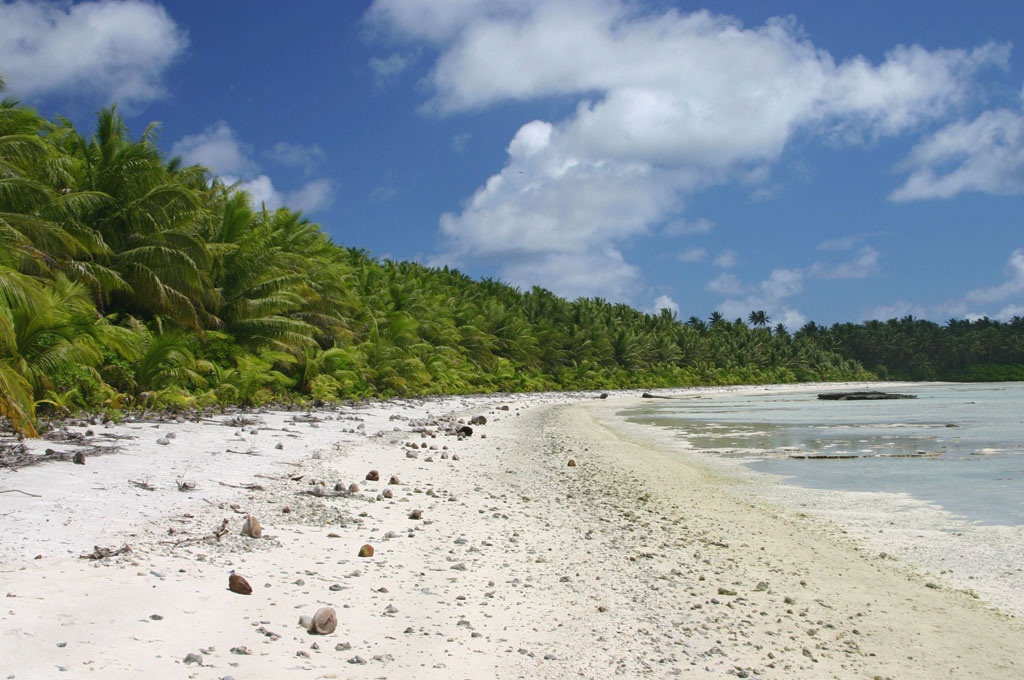
Una de la Playas del Atolón

En 1898, los Estados Unidos, mediante la Resolución de Newlands, anexaron la República de Hawái, anteriormente el Reino Polinesio de Hawái, y Palmyra con ella. Una ley del Congreso convirtió a todo Hawái, incluida Palmyra, en un "territorio incorporado" de los Estados Unidos en esa época. (Ley del 30 de abril de 1900, cap. 339, §§ 4-5.) El 14 de junio de 1900, Palmyra pasó a formar parte del nuevo territorio estadounidense de Hawái. Para poner fin a todas las reivindicaciones británicas, el Congreso aprobó una segunda ley de anexión en 1911.
Con la inminente apertura del Canal de Panamá, Palmyra se volvió estratégicamente importante. Gran Bretaña había establecido una estación de cable submarino para la Línea Roja en la cercana isla de Fanning. La Marina de los Estados Unidos envió el USS West Virginia a Palmyra, donde el 21 de febrero de 1912 se reafirmó formalmente la soberanía estadounidense.
El 14 de febrero de 1941, el presidente Roosevelt emitió la Orden Ejecutiva 8682 para crear áreas de defensa naval en los territorios del Pacífico central. La proclamación establecía la "Zona de Defensa Naval de la Isla Palmyra", que abarcaba las aguas territoriales entre las marcas de altura extrema y los límites marinos de tres millas que rodeaban el atolón. También se estableció la "Reserva del espacio aéreo naval de la Isla de Palmyra" para restringir el acceso al espacio aéreo de la zona. Sólo se permitía a los buques y aeronaves del Gobierno de los Estados Unidos entrar en las zonas de defensa naval del atolón de Palmyra, a menos que lo autorizara el Secretario de la Marina.
La Armada se hizo cargo del atolón para usarlo como la Estación Aérea Naval de la Isla de Palmyra el 15 de agosto de 1941.
Cuando Hawái fue admitido en los Estados Unidos en 1959, Palmyra fue explícitamente separado del nuevo estado, permaneciendo como un territorio federal incorporado, para ser administrado por el secretario del interior bajo una orden ejecutiva presidencial.
En 1962, el Departamento de Defensa utilizó Palmyra como lugar de observación durante varios ensayos de armas nucleares a gran altitud en lo alto del atolón Johnston. Un grupo de unos diez hombres apoyó los puestos de observación durante esta serie de pruebas, mientras que unas 40 personas llevaron a cabo las observaciones.

## Geografía

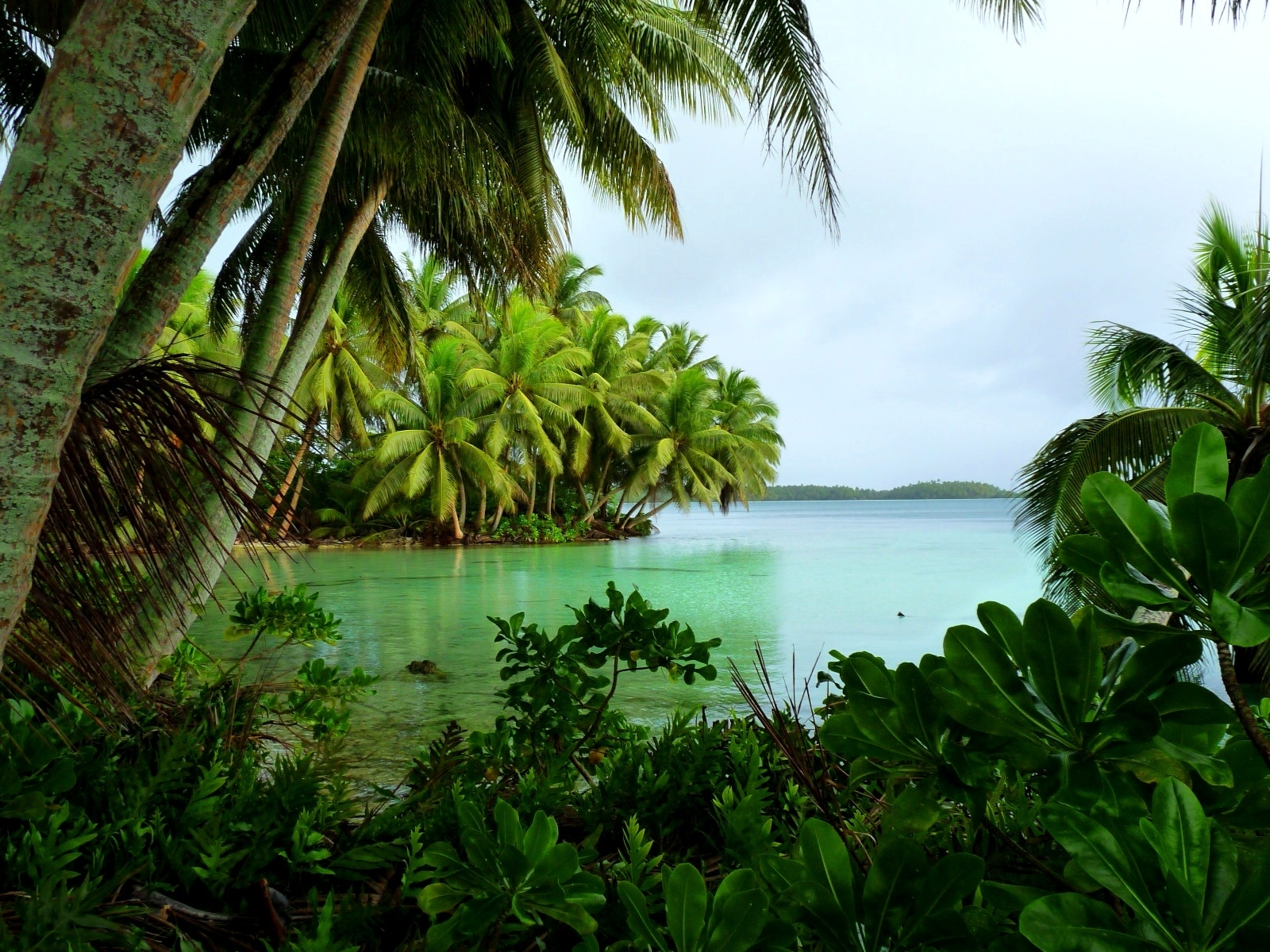
Isla Strawn en el Atolón Palmyra

Es uno de los lugares más remotos del planeta, superando los 5000 kilómetros de distancia a cualquier masa continental. Palmyra es una de las Espóradas Ecuatoriales, situada al sureste del arrecife Kingman y al norte de Kiribati, localizado casi directamente al sur de las islas hawaianas, aproximadamente en la mitad del recorrido entre Hawái y Samoa. Sus 14,5 km de costa tienen un fondeadero conocido como West Lagoon (Laguna Occidental).
El atolón consiste en un extenso arrecife, dos lagunas, y unos cincuenta islotes de arena, rocas, arrecifes y barreras cubiertos por la vegetación, compuesta por cocoteros, Scaevolas y Pisonias.  
A excepción de las islas Sand, al oeste, y Barren, al este, la mayoría de ellas están conectadas entre sí. La mayor de las islas es la isla Cooper, que está al norte, seguida por la isla Kaula, situada al sur. El arco de islotes más septentrional está formado por las islas Strawn, Cooper, Aviation, Quail, y Whippoorwill, acompañadas al este por las islas Eastern, Papala y Pelican, y al sur por las islas Bird, Holei, Engineer, Marine, Kaula, Paradise y Home (sentido horario).

## Gobierno y Política
Palmyra es un territorio de los Estados Unidos, con estatus de territorio incorporado junto con los cincuenta estados y el Distrito de Columbia, lo que significa que está sujeto a todas las normas contenidas en la Constitución y está permanentemente bajo su soberanía. Es el único territorio incorporado no organizado de los Estados Unidos, ya que no hay ninguna ley del Congreso que especifique cómo debe ser gobernado. La única ley relevante simplemente da al presidente la decisión de administrar la isla como él determine. Su entera propiedad está reservada a The Nature Conservancy, que trata el atolón como una reserva natural, siendo administrado desde Washington por la Oficina de Asuntos Insulares del Departamento del Interior de los Estados Unidos. Las aguas que lo rodean, hasta el límite de 12 millas, fueron transferidas al Servicio de Pesca y Vida Silvestre de los Estados Unidos y designadas como Palmyra Atoll National Wildlife Refuge («Reserva natural nacional del atolón Palmyra») en 2001.

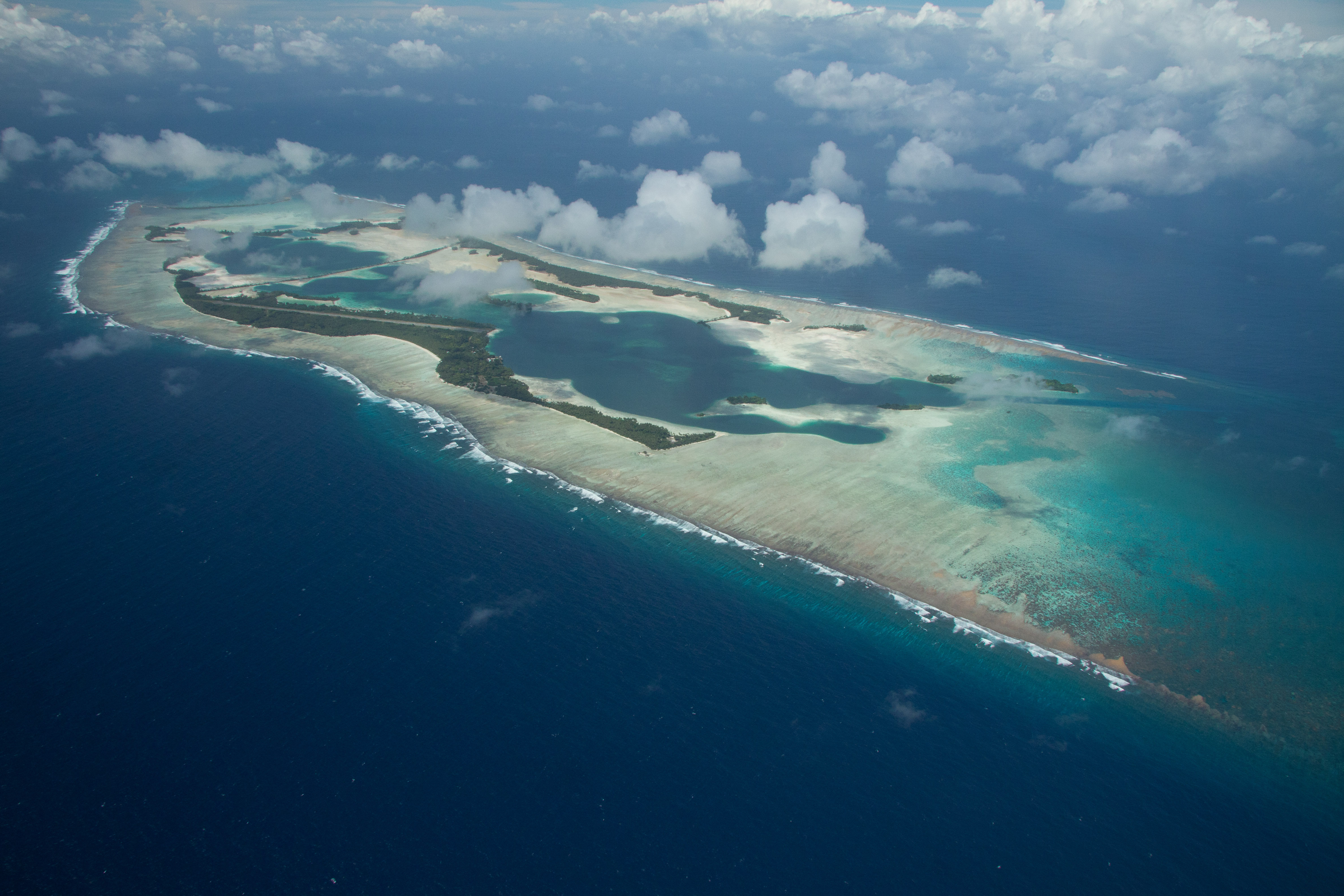
Vista aérea del atolón.

## Economía
Actualmente, no hay ninguna actividad económica en la isla. Se construyeron muchas carreteras y calzadas durante la Segunda Guerra Mundial, incluso hay un antiguo avión entre los árboles y la maleza, que se estrelló durante la guerra del Pacífico, pero actualmente están en un estado deplorable y cubiertas por la vegetación. También hay una pista de vuelo de aproximadamente 2000 m (2200 yardas) en la isla, sin pavimentación y que necesita mejoras. La isla cuenta además con una gran cantidad de búnkeres, algunos de ellos sobre el agua y restos de armas y municiones.
Los turistas pueden visitar el atolón Palmyra (esto contrasta con la mayoría de los territorios no incorporados de EE. UU., que en su mayoría están cerrados al público). Sin embargo, no hay una manera fácil de visitarlo. Las visitas deben tener aprobación previa. El Servicio de Pesca y Vida Silvestre de EE. UU. dice lo siguiente:
"El acceso público al atolón Palmyra está autolimitado debido al alto costo de viajar a un destino tan remoto. The Nature Conservancy posee y opera la única pista de aterrizaje en el atolón Palmyra, y en barco es un viaje de 5 a 7 días desde Honolulú. Hay cuatro formas en que el público puede acceder al refugio:
1. Trabajar, contratar o ser voluntario para The Nature Conservancy o el Servicio de Pesca y Vida Silvestre.
2. Realizar investigaciones científicas a través de Permisos de Uso Especial del Servicio de Pesca y Vida Silvestre.
3. Invitación a través del viaje patrocinado por The Nature Conservancy.
4. Visita en velero recreativo privado o lancha motora.

Desde la década de 1940, los visitantes más consistentes del atolón Palmyra han sido miembros de equipos de expedición a distancia ("DX", siglas de Distance Expedition), ya que el atolón es un lugar popular para estos operadores de radio aficionados. Hasta la fecha, se han llevado a cabo más de 25 expediciones. Una vez en las islas, los radioaficionados emiten varias señales, tratando de llegar a la mayor cantidad de destinatarios posible. Cada destinatario es elegible para recibir una tarjeta QSL como confirmación de la conexión. El expresidente del N. DX California Club, Richard Malcolm Crouch, se convirtió en terrateniente de Palmyra.
Las visitas son a menudo benignas, pero ocasionalmente han incluido un poco de drama. Por ejemplo, en junio de 1974, un equipo ayudó a rescatar a una pareja cuyo barco había encallado en los arrecifes alrededor del atolón. El hombre, Buck Walker, luego sería condenado por homicidio en el muy publicitado caso de asesinato de Sea Wind. Dos miembros del equipo de 1980 resultaron gravemente heridos en el atolón como para necesitar un transporte aéreo de regreso a Honolulú. 
El primer incidente fue el resultado de lesiones sufridas en un accidente aéreo cuando su avión no soportó las condiciones del viento en el atolón y el mal estado de la pista de aterrizaje. La segunda lesión, a un cirujano, ocurrió cuando se cayó y se cortó las manos con los cristales rotos. Luego, el cirujano demandó a los propietarios de Palmyra, ya que ya no podía practicar cirugía, y el atolón estuvo cerrado a los visitantes durante la mayor parte de la década de 1980 mientras se realizaban actividades de limpieza.

## Conservación y Restauración

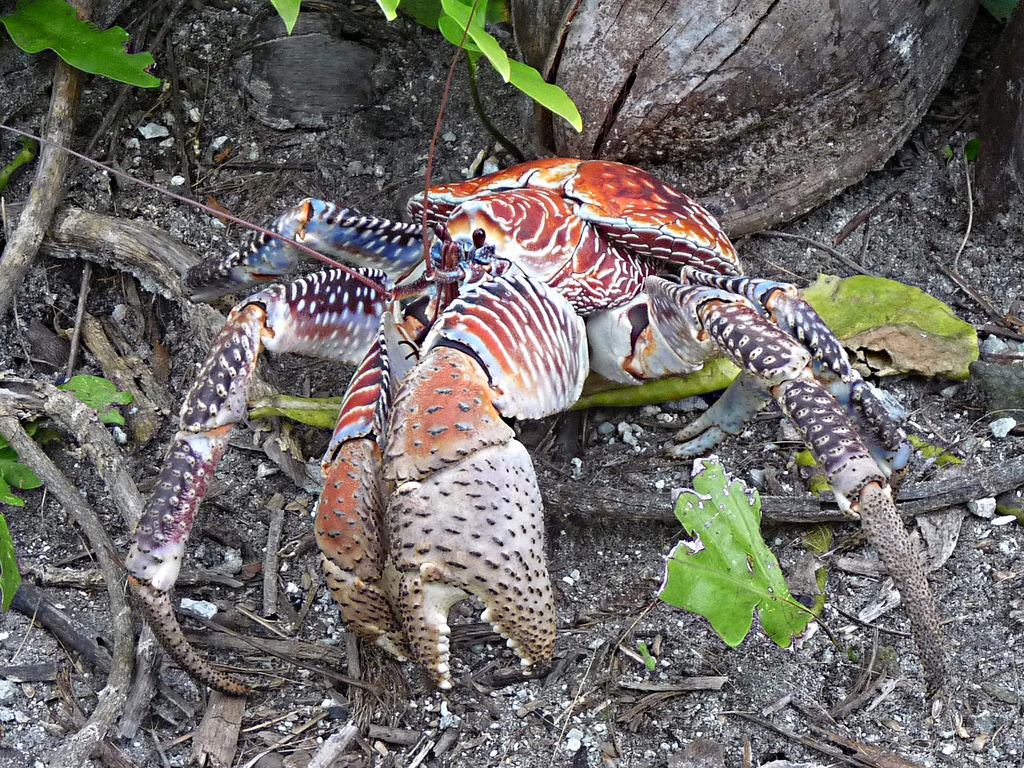
2011 En Palmyra Atoll, Animals of Palmyra Atoll, Birgus latro, Estados Unidos Servicio de Pesca y Vida Silvestre en Palmyra Atoll

En 2011, Fish and Wildlife Service, The Nature Conservancy y Island Conservation comenzaron un extenso programa para erradicar la horda de ratas no nativas que habían llegado a Palmyra durante la Segunda Guerra Mundial. Hasta 30.000 ratas vagaban por el atolón, comiendo los huevos de las aves marinas nativas y destruyendo las plántulas de uno de los más grandes rodales de pisonia grandis del Pacífico. Las ratas fueron eliminadas en 2012; sin embargo, durante búsquedas sistemáticas o de mortalidades no objetivo, se recolectaron 51 muestras de animales que representaban 15 especies de aves, peces, reptiles e invertebrados para el análisis de residuos. Se detectaron residuos de brodifacoum (el tóxico empleado durante el proyecto) en la mayoría (84,3%) de las muestras analizadas, con efectos subletales y a largo plazo desconocidos. Un efecto secundario fue la desaparición de la población de mosquito tigre asiático de la isla. Se afirmó que esta era la primera vez que matar a una especie no deseada daba lugar a la eliminación de una segunda especie no deseada. La otra especie de mosquitos de la isla, Culex quinquefasciatus, prefieren alimentarse de aves y fue afectada por la eliminación de ratas.
Durante el monitoreo posterior a la erradicación de ratas se documentó un evento de reclutamiento importante de pisonia grandis, una especie de árbol dominante que es importante en toda la región del Pacífico. Sin embargo, cinco años después de la erradicación, se encontró un aumento de 13 veces en el reclutamiento de la palmera de coco (Cocos nucifera) en expansión.
A partir de 2019, The Nature Conservancy trabajó en asociación con Island Conservation y el Servicio de Pesca y Vida Silvestre para restaurar la selva tropical nativa en el atolón Palmyra eliminando las palmeras dominantes de coco C. nucifera , que según la conservación son el resultado de antiguas plantaciones de copra y actividad militar. Otros árboles proporcionan hábitat para 11 especies de aves marinas, y la conservación escribió que su restablecimiento por todo el atolón potenciaría el crecimiento de corales y podría disminuir el impacto local de un aumento en el nivel del mar. Para diciembre de 2019, se habían eliminado medio millón de brotes de coco y se había iniciado el seguimiento de la respuesta del ecosistema.
El atolón Palmyra está ubicado en el Océano Pacífico, donde se encuentran las corrientes del sur y del norte, lo cual hace que sus playas se llenen de basura y escombros. Podemos encontrar abundantes boyas de amarre de plástico y botellas de plástico.